# 大伴部益国
大伴部 益国（おおともべ の ますくに）は、766年に日本の陸奥国にいた人物である。国府の多賀城跡から見つかった木簡によってのみ知られる。

## 解説
益国の名が記された木簡は、陸奥国の国府があった多賀城跡で実施された第83次発掘調査で見つかった。場所はゴミ捨て用に掘られたと思われる穴の跡の中である。
木簡（多賀城跡出土第417号木簡）は幅広の板で、その中の一箇所だけ判読できるところに、「大伴部益国」の名が見えた。裏には「平神護」「奈須直広成」と見え、平神護は前後をあわせて「天平神護二年」と読めそうである。西暦ではおおよそ766年にあたる。益国の名があった面には人名が列挙されていた可能性が高いが、その用途ははっきりしない。多賀城で年紀の入った木簡の例は少ないので、年代決定のてがかりとして貴重である。。